# イリオモテシャミセンヅル
イリオモテシャミセンヅルは、蔓になるシダ植物で、カニクサに似る。熱帯の植物で、日本では八重山諸島にのみ見られる。

## 特徴
イリオモテシャミセンヅル Lygodium microphyllum (Cavan.)　R. Br. は、シダ植物門フサシダ科カニクサ属の多年生草本である。同属のカニクサに似て蔓になるが、こちらは常緑性である。
全体の形はカニクサと同じで、根茎は地面にあって、そこから出た葉がやたら細長く伸びて蔓になる。高さは数mにもなる場合がある。ただし草地に出ることが多く、あまり高くならずに横に広がるものが多い。主軸は次第に褐色を帯び、つやがあって丈夫になる。葉は理屈上は無限に伸び、その主軸から左右に羽片を出す。この羽片は一回羽状になるので、葉全体としては二回羽状複葉になる理屈である。
羽片には胞子葉と栄養葉の区別があり、胞子葉はややまとまってつく。栄養葉の小羽片は短い柄があって三角形から三角状楕円形というが、先端がごく丸いので小判型という方が似つかわしい様子をしている。鋸歯はない。羽片あたりの小羽片の数は数対程度と少なめ。葉質はやや堅くて厚く、表面は平滑、次第につやが出る。葉は緑色だが、どことなく青みを帯びたような微妙な色合い。
胞子葉は栄養葉とあまり変わらない形を元にして、その小羽片の周囲から胞子形成部が棒状に突き出たような姿。この棒状の突出部の両側に胞子嚢群が並ぶ。偽胞膜の切れ目が左右に並ぶ様子はヤモリの指先の裏側にも似ている。

## 生育環境
日当たりのよい草地に生える。あまり人為的な影響の強いところではなく、湿地の周辺とか、川の周囲などに見られることが多い。

## 分布
日本では八重山諸島にのみ見られる。国外では台湾、中国南部からヒマラヤ、さらには旧世界の熱帯を中心とする広い分布を持つ。

## 近縁種等
同属は世界の熱帯域を中心に40種ほどがある。日本ではもう一種、カニクサがあり、琉球列島ではその変種のナガバカニクサが普通である。全体に似た姿ではあるが、カニクサ（ナガバカニクサは特に）では栄養葉の小羽片の先端がとがって長くなること、荒い鋸歯が出ることが多いこと、羽片が二回羽状複葉になる点などで異なる。これらの違いは幼い植物体ではわかりづらい場合があるようである。

## 利害

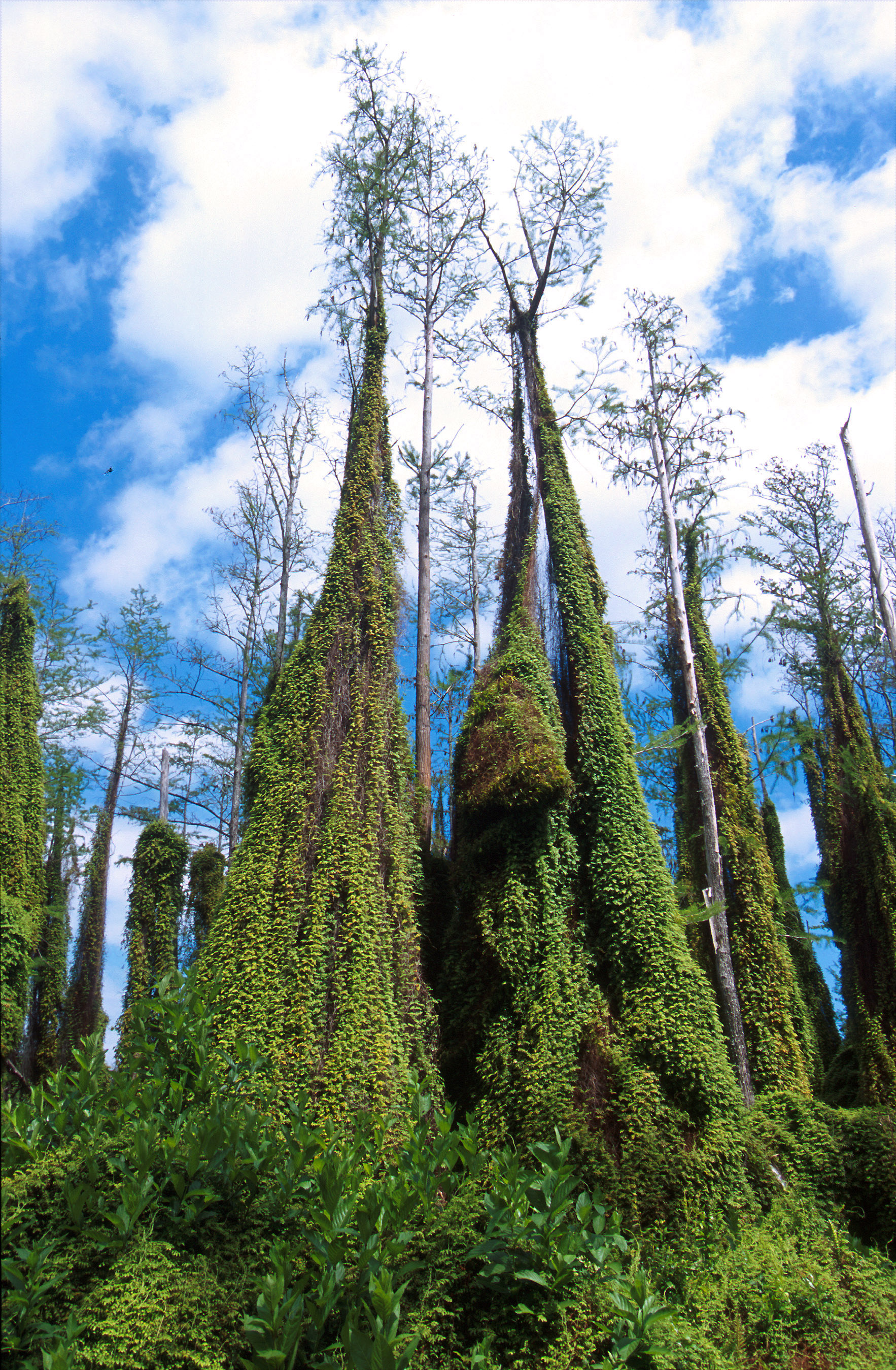
フロリダ州南部でイトスギの上に広がる様子

日本ではカニクサほど雑草的に出しゃばることはない。利用面ではカニクサと同様に胞子を利尿剤として用いるなどの例がある。
ただし、現在ではアメリカ大陸に移入種として侵入し、非常に大きな被害を及ぼしている。